# Carton jaune (film)
Pour les articles homonymes, voir Carton jaune (homonymie).
Pour plus de détails, voir Fiche technique et Distribution.
Carton jaune (Fever Pitch) est un film anglais de David Evans sorti en 1997. Il est adapté du livre du même nom de Nick Hornby.

## Synopsis
Paul est un fervent supporter du club de football d'Arsenal qui connaît une saison 1988-1989 particulièrement mouvementée.

## Fiche technique
- Réalisation : David Evans
- Scénario : Nick Hornby
- Production : Armanda Posey
- Directeur de la photographie : Chris Seager
- Montage : Scott Thomas
- Musique : Boo Hewerdine et Neil MacColl
- Costumes : Mary-Jane Reyner
- Durée : 1 h 42 min
- Budget :
- Format : 35 mm
- Date de sortie : 
  - France : 30 juillet 1997

## Distribution
- Colin Firth : Paul Answorth
- Ruth Gemmell : Sarah Hugues
- Luke Aikman : Paul Answorth jeune
- Mark Strong : Steve
- Neil Pearson : père de Paul Answorth
- Lorraine Ashbourne : mère de Paul Answorth